# Amphoe Lamae
Amphoe Lamae (thailändisch อำเภอ ละแม) ist ein Landkreis (Amphoe – Verwaltungs-Distrikt) im Süden der  Provinz Chumphon. Die Provinz Chumphon liegt in der Südregion von Thailand.

## Geographie
Amphoe Lamae wird von folgenden Amphoe begrenzt (vom Süden im Uhrzeigersinn aus gesehen):  Amphoe Tha Chana der Provinz Surat Thani sowie Amphoe Phato und Amphoe Lang Suan in der Provinz Chumphon. Im Osten liegt der Golf von Thailand.

## Geschichte
Am 7. Juli 1971 wurde Lamae zunächst als Semibezirk (King Amphoe) eingerichtet, indem die drei Tambon Lamae, Thung Luang und Suan Taeng vom Amphoe Lang Suan abgetrennt wurden. 
Am 12. April 1977 wurde er zu einer vollen Amphoe aufgewertet.

## Ausbildung
In Amphoe Lamae befindet sich der Nebencampus Chumphon der Maejo-Universität.

## Verwaltung

### Provinzverwaltung
Amphoe Lamae besteht aus vier Unterbezirken (Tambon), die weiter in 44 Dörfer (Muban) gegliedert sind. 
| \| Nr. \| Name \| Thai \| Dörfer \| Einw.[3] \| \| --- \| ------------- \| ------ \| ------ \| -------- \| \| 1. \| Lamae \| ละแม \| 18 \| 14.212 \| \| 2. \| Thung Luang \| ทุ่งหลวง \| 08 \| 05.079 \| \| 3. \| Suan Taeng \| สวนแตง \| 10 \| 04.404 \| \| 4. \| Thung Kha Wat \| ทุ่งคาวัด \| 08 \| 05.372 \| |               |        |        |        |
| Nr. | Name          | Thai   | Dörfer | Einw.  |
| 1. | Lamae         | ละแม   | 18     | 14.212 |
| 2. | Thung Luang   | ทุ่งหลวง | 08     | 05.079 |
| 3. | Suan Taeng    | สวนแตง | 10     | 04.404 |
| 4. | Thung Kha Wat | ทุ่งคาวัด | 08     | 05.372 |

### Lokalverwaltung
Lamae ist eine Kleinstadt (Thesaban Tambon) im Bezirk. Sie besteht aus Teilen des Tambon Lamae.
Außerdem gibt es vier „Tambon-Verwaltungsorganisationen“ (TAO, องค์การบริหารส่วนตำบล) für die Tambon oder die Teile von Tambon im Landkreis, die zu keiner Stadt gehören.